# Зоряний десант 3: Мародер
Зоряний десант 3: Мародер (англ. Starship Troopers 3: Marauder) — американський науково-фантастичний фільм 2008 року, написаний і знятий Едвардом Ноймайером, з Каспер ван Діном, який повернувся в ролі Джонні Ріко з оригінального фільму, а також Джолін Блалок і Борисом Коджо. Це сиквел фільму «Зоряний десант» (1997) і приквел фільму «Зоряний десант 2: Герой Федерації» (2004) (сценарій до яких написав Ноймайєр), а також третя частина серії фільмів «Зоряний десант». Фільм вийшов безпосередньо на відео в США 5 серпня 2008 року. Він отримав загалом негативні відгуки.

## Сюжет
Війна проти жуків триває вже багато років. Населення Федерації починає виявляти невдоволення політикою уряду. Попри те, що на території Федерації релігія офіційно заборонена, починають з'являтися групи віруючих.
Джон Ріко який знаходиться у званні полковника і є командиром опорної бази на планеті Року-Сан, що входить до складу зовнішнього кільця і є стратегічно важливим форпостом сил Федерації у війні з жуками. Крім того, планета заселена поселенцями-фермерами, які неохоче сприяють владі, і постійно протидіють військовослужбовцям.
Жуки не можуть проникнути на периметр баз Федерації завдяки оборонним спорудам, що містять паркани з високовольтними щитами. На базу прибуває Маршал космічних військ Федерації Омар Анокі, якого супроводжують давні бойові товариші Джона Ріко — генерал військової розвідки Дікс та капітан космічного крейсера Лола Бек.
У ході бенкету Ріко висловлює своє негативне ставлення до політики уряду і за це усувається Діксом від командування. Однак у цей момент відбувається відключення систем оборони і жуки вриваються на територію бази. Ріко приймає командування і керує захистом аванпосту, проте отримує поранення, і після закінчення бою передається до військового трибуналу, який засуджує його до повішення.
Під час бою Маршал Федерації евакуюється разом з загоном «Мобільної піхоти», і на десантному боті доставляється на крейсер, що знаходиться на орбіті. На зворотному шляху з планети корабель Омара Аноке збивають у гіперпросторі, тим самим змушуючи екіпаж покинути корабель і на рятувальних шлюпках здійснити посадку в карантинній зоні на невідомій раніше планеті «OM-1», яка населена жуками.
Приземлення відбувається на узбережжі, але через загрозу жуків ті, хто вижив, залишають місце приземлення з метою возз'єднання з підрозділом корабельної «Мобільної піхоти». У ході переходу більша частина тих, хто вижив, гине в пастках, розставлених раніше невідомим видом жука — «Супермозком». Діставшись до десантної шлюпки «Мобільної піхоти», люди, які вижили, розуміють, що десантники загинули ще під час від стикування від крейсера.
Тим часом з'ясовується, що Маршал Федерації є зрадником — його свідомість захоплено жуком-мозгом. Військові плани жуків були завуальовані новою релігією, центром якої було «Єдине божество», яке створило все у Всесвіті. За планом жуків, жук-мозок спеціально здався землянам у першому фільмі, щоб захопити свідомість найвищого керівництва Федерації.
Маршал Федерації, піддавшись гіпнотичному навіюванню, спеціально прибув у розташування гарнізону під командуванням Ріко і відключив систему захисту. Крах корабля також був частиною його плану, оскільки капітан корабля мав відомості про місцезнаходження військово-космічної бази Федерації «Святилище», відомими лише обраним пілотам.
Отримавши інформацію, генерал розвідки ініціював секретну військову програму «Мародер», для чого таємно амністував Джона Ріко, який вже перебуває на ешафоті. Після недовгих пояснень Джон Ріко погодився на проведення рятувально-розвідувальної операції у тилу ворога. Разом із Ріко до спецоперації вирушили ще шість представників Зоряних десантників.
«Супермозок» з'являються перед тими, хто вижив, і маршал пропонує принести в жертву двох жінок, передати відомості про місцезнаходження військ і флоту і укласти мир з жуками. Однак «Супермозок» вбиває маршала та висмоктує його мозок.
Загін «Мародерів» спускається з небес і завдає точковий ракетний удар по «Супермозку», змушуючи того втекти під землю, після чого «Мародери» приймають бій з жуками. Зачистивши територію, Джон Ріко спускається до тих, хто вижив.
Федеральний флот, що прибув у район планети ОМ-1, замість наземної операції завдає удару мегабомбою, яка розносить планету на астероїди.
Наприкінці фільму, щоб заспокоїти цивільне населення та федеральних службовців, Федеральний уряд визнає християнство офіційною релігією на всій території Федерації.

## Критика
На сайті-агрегаторі Internet Movie Database  фільм отримав оцінку 4,3/10.

## У ролях
| Актор             | Роль                  |
| ----------------- | --------------------- |
| Каспер Ван Дін    | полковник Джонні Ріко |
| Джолін Блелок     | капитан Лола Бек      |
| Стефен Хоган      | маршал Омар Анок      |
| Борис Коджо       | генерал Дікс Гаузер   |
| Аманда Доног'ю    | адмірал Енола Фід     |
| Марнетт Петтерсон | Холлі Літтл           |
| Гарт Брейтенбач   | Слаг Скіннер          |
| Таня ван Граан    | сержант А. Сандей     |
| Ентоні Бішоп      | капітан Ри            |